# Dag Øistein Endsjø
Dag Øistein Endsjø (1968-) é um cientista da religião norueguês, professor da Universidade de Bergen, Noruega. É um especialista na relação entre religião e sexualidade religião e direitos humanos, e a relação entre religião grega e cristianismo primitivo. Endsjø é melhor conhecido por seus livros Sexo e religião. Do baile de virgens ao sexo sagrado homossexual, que foi publicado em nove idiomas, e Greek Resurrection Beliefs and the Success of Christianity, mostrando como a crença cristã na ressurreição também está ligado com o antigo crença grega na ressurreição e imortalidade física.

## Obras
- Sexo e rel'igião. Do baile de virgens sexo sagrado homossexual. Geração Editorial 2014. O livro também foi publicado em inglês,[1] búlgaro,[2] chinês,[3] italiano,[4] macedónio,[5] norueguês,[6] polonês,[7] sérvio[8] e sueco.[9]
- Det folk vil ha. Religion og populærkultur[ligação inativa] (Religião e cultura popular) (com Liv Ingeborg Lied). Universitetsforlaget 2011.
- Greek Resurrection Beliefs and the Success of Christianity. Palgrave Macmillan 2009.
- Primordial Landscapes, Incorruptible Bodies[ligação inativa]. Peter Lang 2008.
- «Lesbian, gay, bisexual and transgender rights and the religious relativism of human rights». Human Rights Review, 6:2, 2005: 102-10.
- «To control death. Sacrifice and space in classical Greece». Religion, 33/4, 2003: 323-340.
- «To lock up Eleusis. A question of liminal space». Numen, 47, 2000: 351-86.